# Whatlington
Whatlington è un paese di 401 abitanti della contea dell'East Sussex, in Inghilterra.